# Niels Peter Louis-Hansen
Niels Peter Louis-Hansen (født 25. oktober 1947) er en dansk milliardær erhvervsmand, næstformand og ejer af en femtedel af virksomheden Coloplast.
Louis-Hansen blev født i Danmark som søn af Aage Louis-Hansen. Han har en bachelorgrad. Hans far grundlagde Coloplast i 1957.
Ifølge Bloomberg løb hans formue op i $8,2 milliarder i marts 2022.

## Privatliv
Han er gift og har et barn. Han bor i Vedbæk.
Den 1. marts 2015 blev Louis-Hansen og hans hustru udsat på et voldsomt hjemmerøveri, i deres hjem i Vedbæk. En maskeret mand tiltvang sig med en pistol adgang til deres hjem og tvang Louis-Hansen til at overføre 2,5 millioner til hans konto. Pengene skulle være en "erstatning", for en trafikdræbt kvinde på 19 år, som Louis-Hansen ifølge manden skulle have ramt. Gerningsmanden var en 36-årig færing ved navn Karstin Sigbjørn Mathiesen der senere modtog en dom på fem års fængsel ved Østre Landsret i januar 2016.